# Татарский театр имени Галиасгара Камала
Татарский государственный академический театр имени Галиасгара Камала (ТГАТ, тат. Галиәсгәр Камал исемендәге Татар дәүләт академия театры) — театр в Казани, на улице Татарстан и одноимённой площади.

## История
Первые татарские любительские театральные группы появились в начале XX века, они ставили спектакли по пьесам русских и зарубежных драматургов. Первая татарская пьеса «Бичара кыз» («Несчастная девушка») была написана в 1886 году Габдрахманом Ильяси. Возникновение профессионального татарского театра связано с Татарским Академическим театром имени Галиасгара Камала. Днём рождения ТГАТ имени Камала считается дата 22 декабря 1906, так как именно в этот день состоялся первый публичный спектакль на татарском языке. Первой профессиональной татарской группой, ставшей зародышем ТГАТ, была «Сайяр» («передвижник», «путешественник»). Название для группы предложил выдающийся татарский поэт Габдулла Тукай. В эти годы влияние на становление татарского театра оказали актёр и режиссёр Ильяс Кудашев-Ашказарский, Сулейман Валеев-Сульва, выдающиеся татарские драматурги Галиасгар Камал, Карим Тинчурин, актёр и режиссёр Зайни Султанов, актриса и режиссёр Сахибжамал Гиззатуллина-Волжская, артисты Ашраф Синяева, Шакир Шамильский, Гульсум Болгарская, Касым Шамиль, Мухтар Мутин, актёр и режиссёр Нури Сакаев, актёр и режиссёр Бари Тарханов. Также можно назвать артиста и режиссёра Газиза Айдарского, писателя Фатиха Амирхана.
Но наибольший вклад в развитие татарского профессионального театра внёс Абдулла Кариев. Свою сценическую деятельность он начал в 1907 году в группе «Сайяр», сыграл множество ролей, был режиссёром десятков спектаклей.
В 1926 году театру было присвоено звание «академический», а в 1939 — имя классика татарской драматургии Галиасгара Камала. Во время Великой Отечественной войны многие актёры театра были участниками концертных бригад — выступали на фронте и в госпиталях (Халил Абжалилов, Усман Альмеев, Гульсум Болгарская, Фуад Халитов, Фатыма Ильская, Галия Кайбицкая). Помимо этого, во время войны коллектив театра поставил десятки новых постановок. Здание театра отдали под госпиталь, а камаловцы стали работать в здании Качаловского театра.
На декаде татарского искусства и литературы в Москве в 1957 году театр показал спектакли «Голубая шаль» Тинчурина, «Хужа Насретдин» и «Зифа» Исанбета, «Тревожные дни» Т. Гиззата, «Минникамал» Амира, «Король Лир» Шекспира.
Во второй половине XX века в театре работали режиссёры Ширьяздан Сарымсаков, Празат Исанбет, Абдулла Юсупов, Хусаин Уразиков, Гумер Девишев, Валерий Бебутов, Александр Михайлов, Рафкат Бикчантаев, Марсель Салимжанов. В 1991 году режиссёром-постановщиком театра стал Фарид Бикчантаев. В 2002 году он занял пост главного режиссёра театра.
В 1961 году в труппу театра влились выпускники Московского театрального училища им. Щепкина и Ленинградского государственного института театра, музыки и кинематографии, которые стали известными артистами. Это Шамиль Бариев, Ренат Тазетдинов, Азгар Шакиров, Наиль Дунаев, Нажиба Ихсанова, Гульсум Исангулова, Фирдаус Ахтямова, Равиль Шарафеев, а также драматург Туфан Миннуллин — автор более полусотни пьес. Многие из них были поставлены на театральных сценах не только Татарстана, но и других регионов России. Это «Без китәбез, сез каласыз» («Мы уходим, вы остаётесь»), «Ай булмаса, йолдыз бар» («Без луны звезда нам светит»), «Авыл эте Акбай» («Деревенский пёс Акбай»), «Моңлы бер жыр» («У совести вариантов нет»), «Миләүшәнең туган көне» («День рождения Миляуши»), «Үзебез сайлаган язмыш» («Судьбы, избранные нами») «Әлдермештән Әлмәндәр» («Старик из деревни Альдермыш»), «Әниләр һәм бәбиләр» («Дочки-матери»), «Хушыгыз» («Прощайте»), «Канкай угылы Бәхтияр» (пьеса о сподвижнике Емельяна Пугачёва Бахтияре Канкаеве «Бахтияр Канкаев»), «Шулай булды шул» («Вот так случилось»), «Җанкисәккәем» («Свет моих очей»), «Гөргөри кияүләре» («Зятья Гэргэри»), «Эзләдем, бәгърем, сине» («Искал тебя, любимая»), «Галиябану, сылуым-иркәм» («Галиябану, ненаглядная моя»), «Шәҗәрә» («Родословная»), «Алты кызга бер кияү» («Шесть невест и один жених»), «Диләфрүзгә дүрт кияү» («Четыре жениха Диляфруз»), «Илгизәр+Вера» («Ильгизар+Вера»).

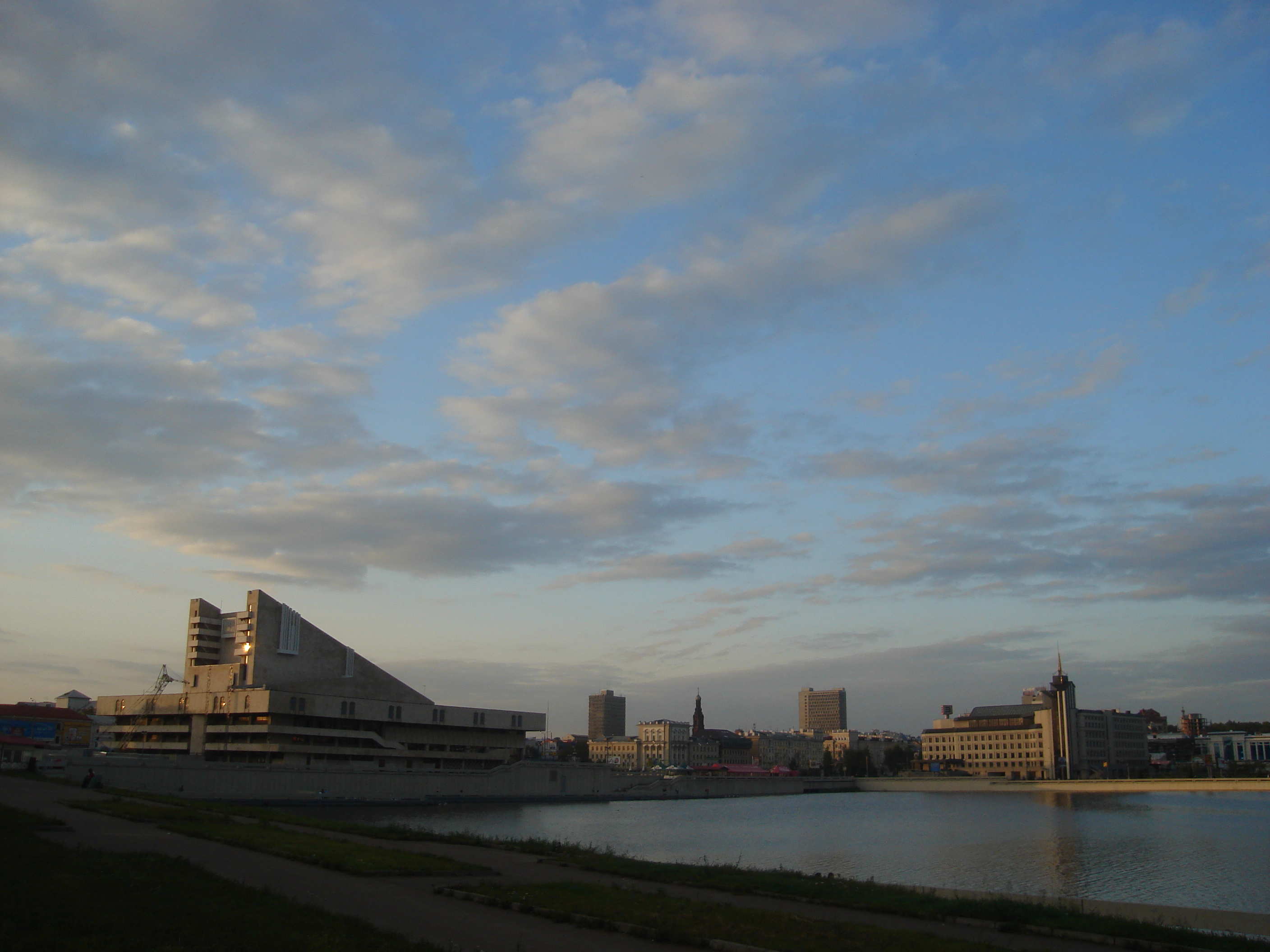
Вид на озеро Нижний Кабан и Театр им. Камала

В 1972 году по проекту группы архитекторов, состоявшей из Г. Горлышкова, Ю. А. Корнеева, Ф. М. Евсеева, М. Г. Евсеевой, Г. Хаджина, Н. Шебалиной, началось строительство нового здания театра. В 1986 году строительство было завершено, а в январе 1987 года состоялось открытие сцены.
В 1995 году молодые актёры театра на Международном фестивале театральных школ в Москве получили главную премию за спектакль «Чайка», поставленный режиссёром Ф. Бикчантаевым по одноимённой пьесе А. П. Чехова.
В 2001 году главный режиссёр театра имени Камала Марсель Салимжанов был удостоен национальной театральной премии «Золотая маска» в номинации «За честь и достоинство».
Оформлением спектаклей в разные годы занимались художники С. Яхшибаев, Г. Камал, П. Беньков, Э. Гельмс, П. Сперанский, М. Сутюшев, А. Тумашев, Р. Газиев, А. Кноблок, А. Закиров и С. Скоморохов.
В 2002 году после смерти Марселя Салимжанова главным режиссёром театра стал его ученик, заслуженный деятель искусств Республики Татарстан и Российской Федерации, лауреат Государственной премии Республики Татарстан имени Г. Тукая, профессор Фарид Бикчантаев, возглавивший Союз театральных деятелей Республики Татарстан в 2011 году. Театр гастролирует по России, ближнему и дальнему зарубежью, посетив Казахстан, Кыргызстан, Азербайджан, Литву, Латвию, Эстонию, Германию, Финляндию, Турцию, Великобританию, Колумбию, Испанию, Китай, Венгрию и др.
В 2014 году спектакль «Однажды летним днём» Йона Фоссе в постановке Ф. Бикчантаева номинировался на премию «Золотая маска».
С 1998 года театр проводит Международный театральный фестиваль тюркских народов «Науруз», с 2010 года — Международный театрально-образовательный форум «Науруз», с 2009 года — Всероссийский фестиваль молодой татарской режиссуры «Ремесло».
Учредителем театра является Республика Татарстан. Функции и полномочия учредителя от имени Республики Татарстан осуществляются Министерством культуры Республики Татарстан.
20 января 2025 года открылось новое здание театра по адресу: улица Хади Такташа, 74. Его стиль можно охарактеризовать как современный параметризм с национальными мотивами.
26 марта в Большом зале состоялся первый спектакль — по традиции, зрителям представили «Голубую шаль» К. Тинчурина. В настоящее время постановки идут параллельно в обоих зданиях.

## Новое здание национального театра им. Г. Камала

### Концепция и проектирование
Старое здание театра на улице Татарстан д.1, принявшее труппу в 1986 году, к 2020-м годам перестало соответствовать потребностям растущего коллектива и расширенной программы деятельности. Новое здание Театра Камала расположено по диагонали от старого на берегу озера Кабан. Главный вход обращен на перекресток улиц Туфана Миннуллина и Нурсултана Назарбаева.
В феврале 2022 года консорциум в составе бюро Wowhaus (Москва), Kengo Kuma and Associates (Япония), Werner Sobek (Германия) и ПТАМ Германа Бакулина (Казань) выиграл международный конкурс на проектирование нового здания. После выхода японских партнёров в 2023 году из-за юридических ограничений, Wowhaus продолжили вести проект, разработали интерьеры посетительских зон, административных помещений и репетиционных залов.

### Строительство
Работы начались в 2023 году и завершились на полтора года раньше срока (декабрь 2024). В строительстве участвовало более 2000 человек, использовались материалы местных производителей. Проект сохранил все заявленные детали относительно конкурсной концепции, включая энергосберегающее остекление и стальные конструкции, имитирующие дерево.

### Архитектурные особенности

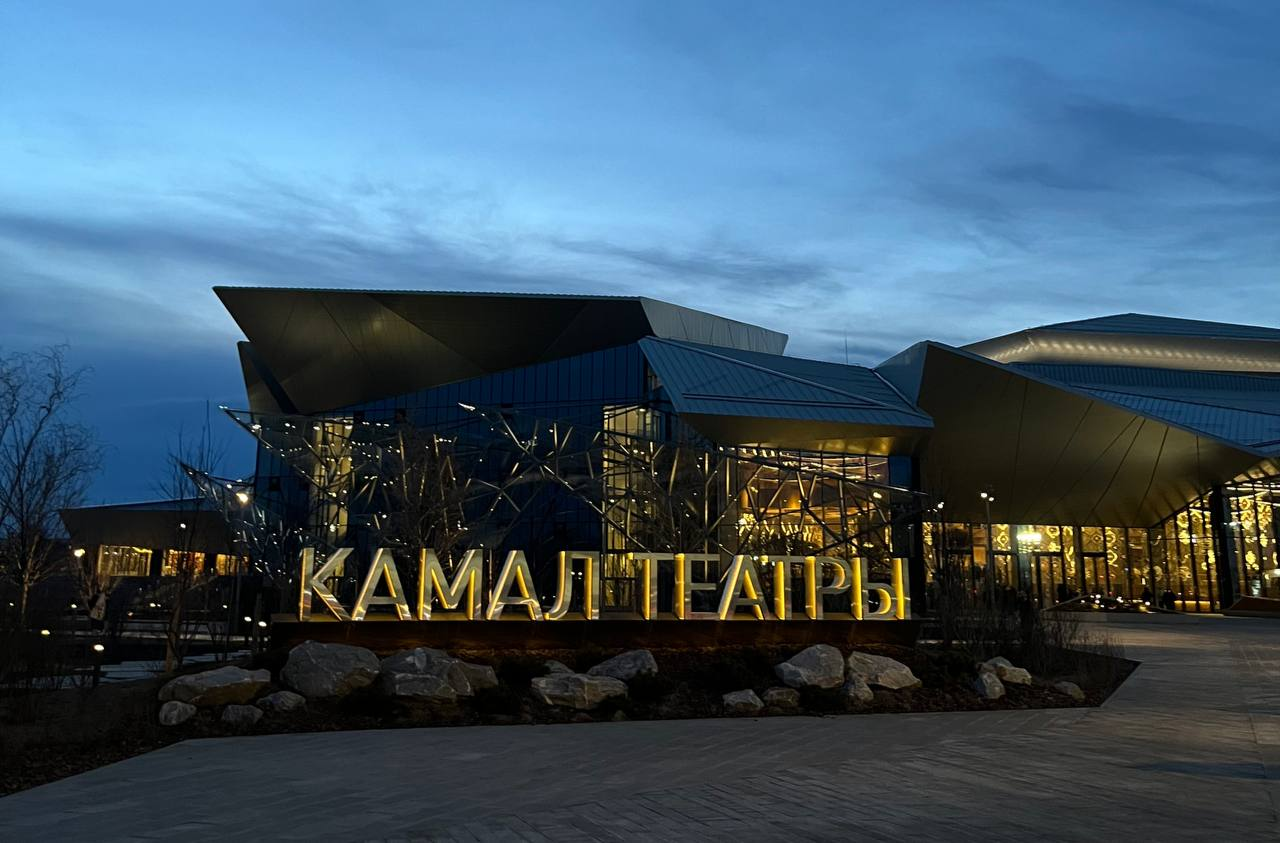
Новое здание театра имени Галиаскара Камала. Улица Хади Такташа, 74. Вид на главный вход

Здание площадью 59 609 м² сочетает современный дизайн с элементами татарской традиционной культуры.
Фасад здания, вдохновленный зимними «ледяными цветами» озера Кабан, состоит из треугольных стеклянно-алюминиевых панелей на стальном каркасе. Динамические световые эффекты подчеркивают связь с природой и историческим зданием театра на противоположном берегу.

### Интерьеры
Орнаменты народного художника Татарстана Наили Кумысниковой, переосмысленные традиционные украшения, украшают стены. 16 стен-лепестков высотой до 11,4 метров обозначают входы в залы.

### Главная сцена
Главная сцена оснащена современным сценическим оборудованием (поворотный круг, люки, многоуровневые платформы). Для разделения потоков зрители и артисты перемещаются по отдельным маршрутам. Когда начинается спектакль, актеры готовятся в гримерках, и дальше с третьего этажа спускаются на одну из сцен по лестнице или на лифте. Театр также оборудован 4 репетиционными залами.

### Залы
Общая зрительская вместимость театра — 1300 мест, что позволяет проводить масштабные мероприятия параллельно в разных залах.
- Большой зал (771 место) — арочные деревянные своды, три уровня фойе.

- Универсальный зал (от 100 до 274 мест) — гибкое пространство в формате «чёрный ящик».

- Восточный зал (241 место) — круглый зал с гипсовыми монетами, обеспечивающими акустику, и видом на озеро.

- Камерный зал — трансформируемое пространство для лекций и концертов.

### Общественные зоны
Первый этаж включает вестибюль, выставочные пространства и детский клуб. Сквозной проход соединяет улицу Хади Такташ с набережной.
Третий этаж спланирован как рабочая зона для артистов и сотрудников. Здесь расположены 30 гримерных комнат, зона отдыха, столовая для актеров, игровая зона для детей артистов. Здесь находятся административные помещения (офисы дирекции, главного режиссера, художников), студии для звукозаписи и театральных мастер-классов.
На цокольном этаже (техническая зона) расположены логистический центр для загрузки декораций и оборудования, мастерские (столярная, слесарная, костюмерная, постижерная) и гидроизолированные помещения для защиты от подземных вод.

## Кино и театр
Актёры театра снимались в советских и российских фильмах на русском языке. Так, например, Ринат Тазетдинов играл в фильме «Миссия в Кабуле», Рафкат Бикчантаев и Азгар Шакиров — в «Моабитской тетради», а Идрис Масгутов в фильме Н. Михалкова «Ревизор». С начала 2000-х годов, когда кинофильмы на татарском языке стали выходить регулярно и даже занимать призовые места на международных кинофестивалях («Куктау», «Зулейха», «Бибинур» и др.), именно представители Театра им. Г. Камала (Фарид Бикчантаев, Рамиль Тухватуллин, Фирдаус Ахтямова, Халима Искандерова, Ильсия Тухватуллина и др.) стали основными действующими лицами эры нового татарского кино.

## Репертуар
Среди постановок прошлых лет — «Миркай и Айсылу» Н. Исанбета, пьесы К. Тинчурина — «Американец» (1969), «Угасшие звёзды» (1971), «Капризный жених» (1975), «Казанское полотенце» (1981) и «Голубая шаль» (1970, 1987, 2000).

### Современный репертуар

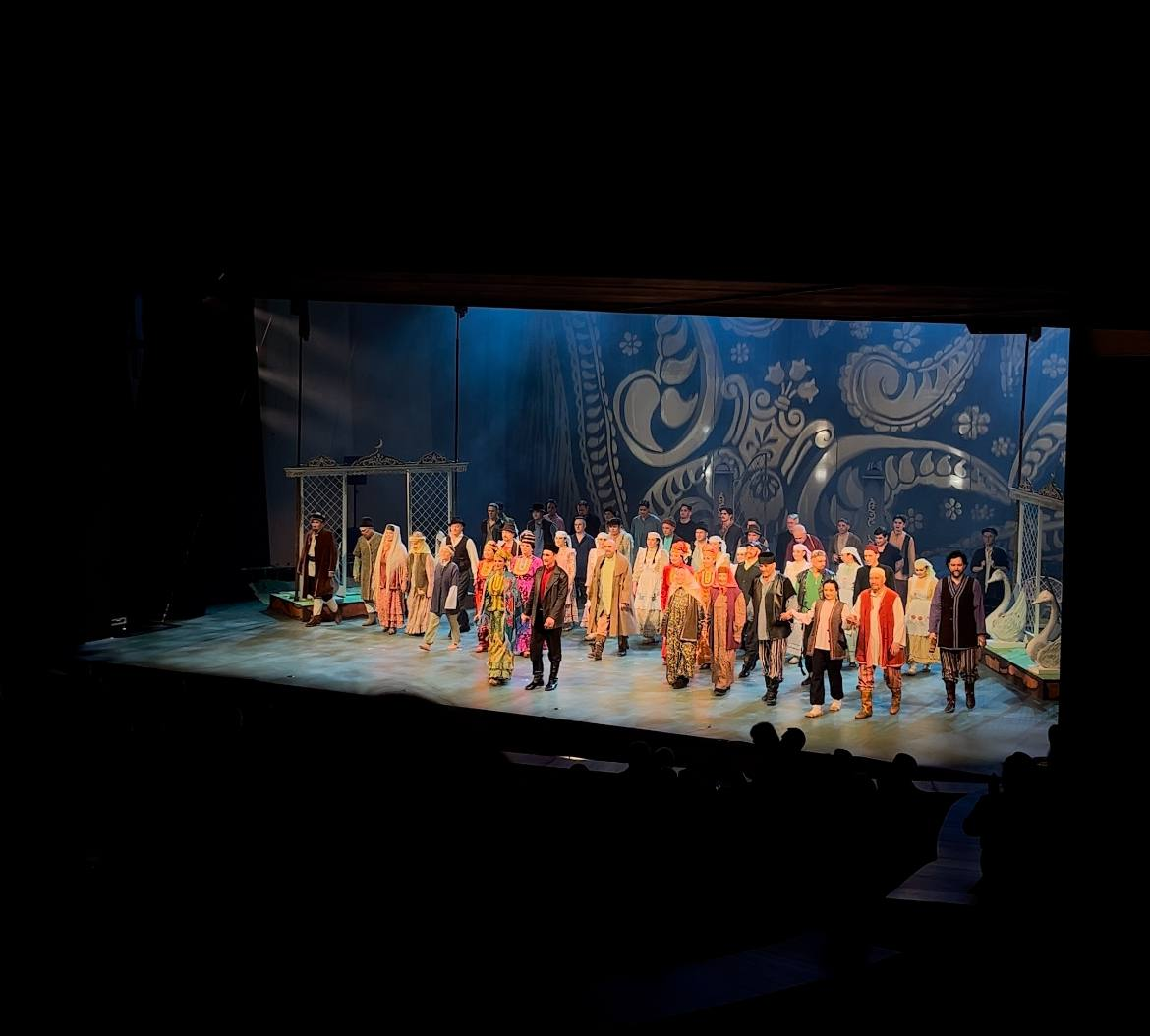
Первый спектакль в Большом зале нового здания театра им. Камала. Легендарная «Голубая шаль / Зәңгәр шәл». Режиссёр Фарид Бикчантаев. 26 марта 2025 года

- 1995, 21 мая — «Гөргөри кияүләре / Зятья Гэргэри» Туфан Миннуллин[8], постановка Марселя Салимжанова
- 1995, 27 октября — «Җанкисәккәем / Свет моих очей» Туфан Миннуллин[9], постановка Фарида Бикчантаева
- 2011, 7 ноября — «Зәңгәр шәл / Голубая шаль» Карим Тинчурин[10], постановка Фарида Бикчантаева
- 2013, 8 февраля — «Җәйнең бер көнендә / Однажды летним днем» Йон Фоссе, постановка Фарида Бикчантаева
- 2013, 5 октября — «Мәхәббәт FM / Любовь FM»[11], авторство и постановка Ильгиза Зайниева
- 2015, 7 ноября — «Кәҗә, сарык һ.б. / Коза, овца и др.» Ильгиз Зайниев[12], постановка Ильдуса Габдрахманова
- 2017, 14 октября — «Килмешәк / Пришлый» Сюмбель Гаффарова[13], постановка Фарида Бикчантаева
- 2017, 1 декабря — «Әтәч менгән читәнгә / Взлетел петух на плетень» Аяз Гилязов[14], постановка Фарида Бикчантаева
- 2018, 13 апреля — «Тормышмы бу?.. / И это жизнь?..» Гаяз Исхаки[15], постановка Айдара Заббарова Аплодисменты спектаклю «Тормышмы бу?../И это жизнь?..». Спектакль номинирован на премию «Золотая маска» в 6 номинациях. Режиссёр Айдар Заббаров.

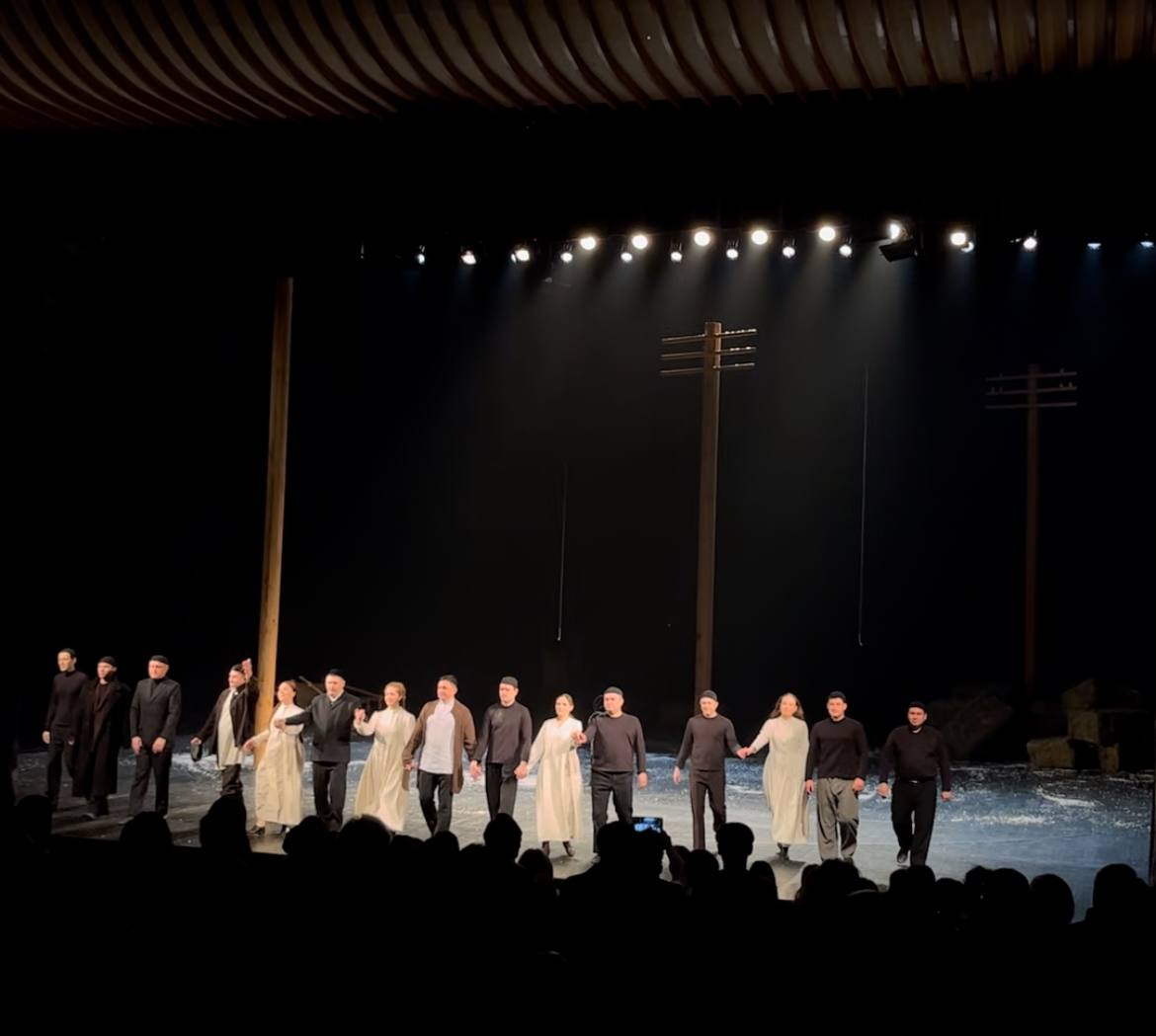
Аплодисменты спектаклю «Тормышмы бу?../И это жизнь?..». Спектакль номинирован на премию «Золотая маска» в 6 номинациях. Режиссёр Айдар Заббаров.

- 2018, 1 декабря — «Бию пәрие / Очарованный танцем»[16], авторство и постановка Ильгиза Зайниева
- 2019, 7 ноября — «Санаулы кичләр / Пять вечеров» Александр Володин[17], постановка Айдара Заббарова
- 2020, 14 февраля — «Cүнгән йолдызлар / Угасшие звезды» Карим Тинчурин[18], постановка Фарида Бикчантаева
- 2020, 11 сентября — «Өйләнәм.tat / Женюсь.tat»[19], авторство и постановка Ильгиза Зайниева
- 2020, 4 декабря — «Хуш, авылым / Я не вернусь»[20], авторство и постановка Айдара Заббарова
- 2021, 12 февраля — «Хуш, авылым. Хыял / Я не вернусь. Мечты»[21], авторство и постановка Айдара Заббарова
- 2022, 22 октября — «Көл / Пепел» Коки Митани (по пьесе "Академия смеха")[22], постановка Айдара Заббарова
- 2022, 4 ноября  — «Болганчык еллар. Мөһаҗирләр / Муть. Мухаджиры» Махмуд Галяу[23], постановка Фарида Бикчантаева

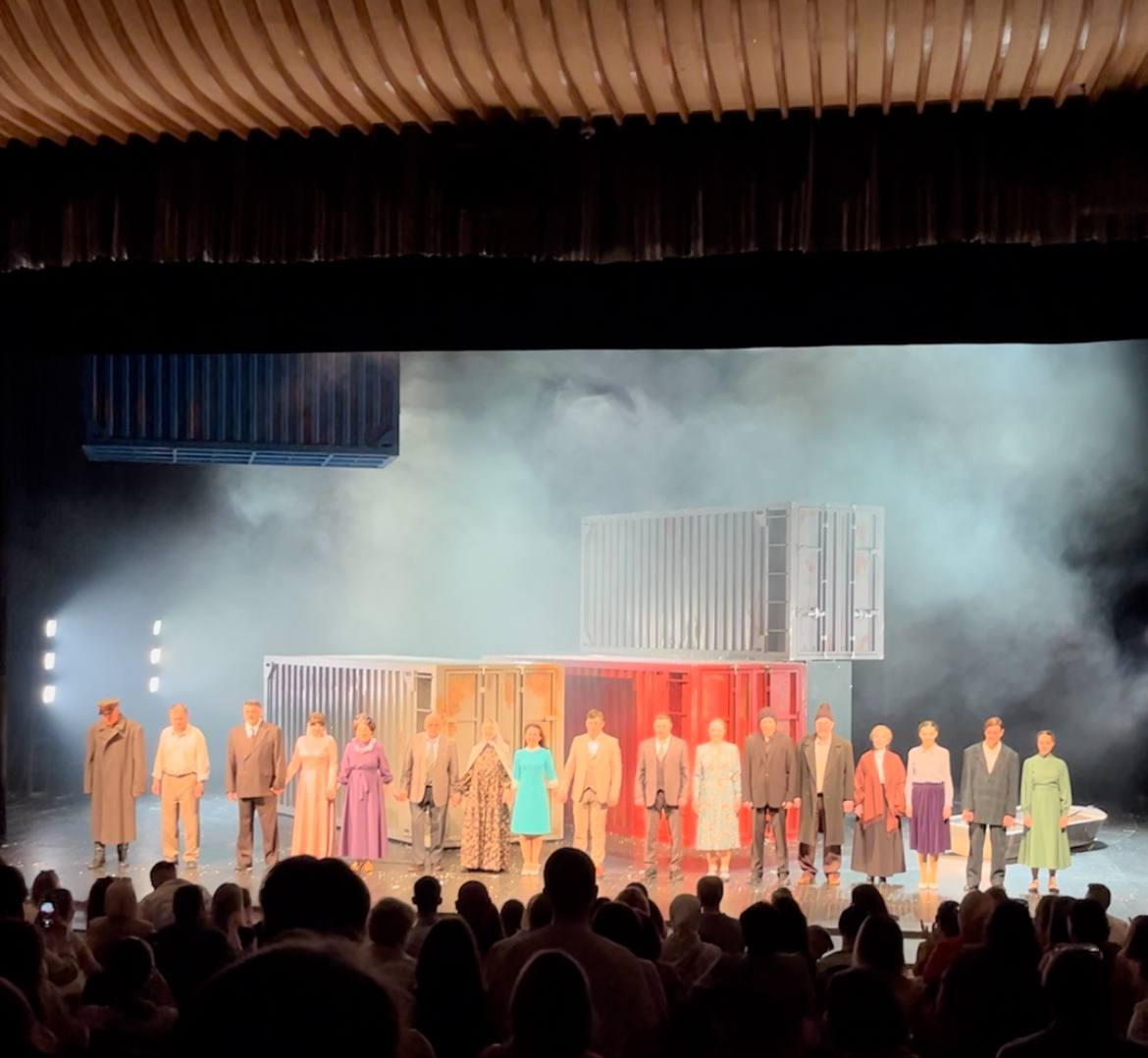
Аплодисменты спектаклю «Рәшә / Марево» по повести амирхана Еники. Режиссёр Айдар Заббаров

- Аплодисменты спектаклю «Рәшә / Марево» по повести амирхана Еники. Режиссёр Айдар Заббаров2022, 23 декабря  — «Рәшә / Марево» Амирхан Еники[24], постановка Айдара Заббарова
- 2023, 21 апреля  — «Көзге кайтаваз / Осенний отголосок» Рустем Галиуллин[25], постановка Фарида Бикчантаева
- 2023, 25 августа  — «Ситса туй / Ситцевая свадьба» Ильгиз Зайниев[26], постановка Айдара Заббарова
- 2023, 4 ноября  — «Игезәк / Двойник» Ркаиль Зайдулла[27], постановка Фарида Бикчантаева
- 2024, 9 февраля  — «Дуслар җыелган җирдә / Чёртов тост» Туфан Миннуллин[28],  постановка Фарида Бикчантаева
- 2024, 6 ноября  — «Тапшырылмаган хатлар / Неотосланные письма» Адель Кутуй[29], инсценировка А.Галимова, Э.Гиззатовой, А.Емелиной
- 2024, 13 декабря — «Әлфия Авзалова. Мәңгелек юл / Альфия Авзалова. Путь в вечность» Резеда Губаева, Зульфия Нигмедзянова[30], постановка Айдара Заббарова
- 2025, 7 марта  — «Башмагым / Башмачки» Тази Гиззат, постановка Фарида Бикчантаева
- 2025, 21 марта — «Сары елга / Жёлтая река» Гюнгер Дильмен[31], постановка Мустафы Курда
- 2025, 30 марта  — «Мең дә бер кичә / Тысяча и одна ночь» Данна Афаунова по мотивам "Тысячи и одной ночи"
- 2025, 8 мая — «Аналар улларын көтәләр / Матери ждут сыновей» Асгат Мирзагитов, постановка Фарида Бикчантаева
- 2025, 5 июня — «Театр. Җиһан / Театр. Пространство»[32] Дина Сафина, перевод на татарский язык - Алмаз Бурганов
- 2025, 23 августа — «Сеңелкәш / Ася»[33] И. С. Тургенев, инсценировка  Ренаты Насыбуллиной

### Архив спектаклей

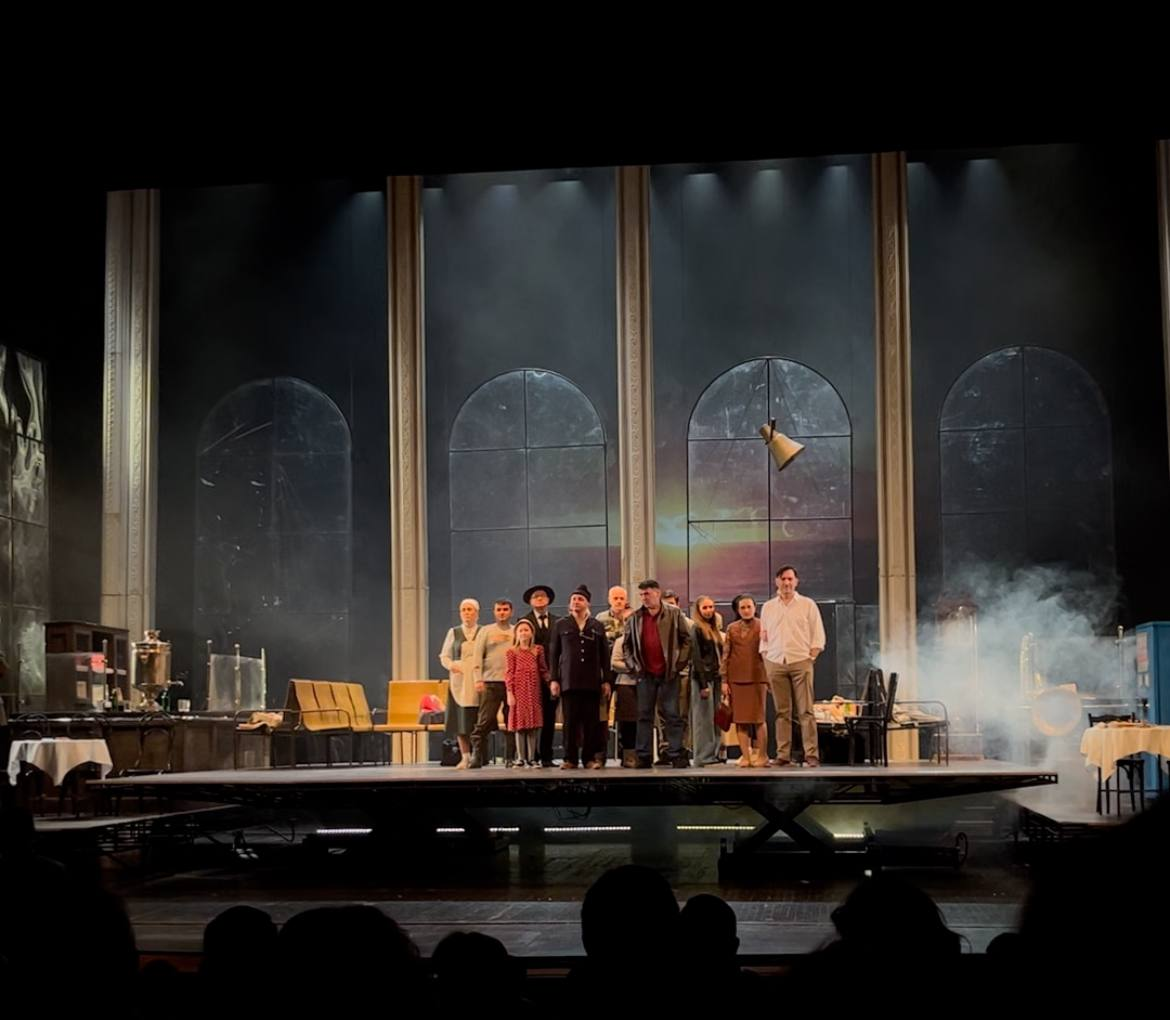
Предпоследний показ первого мистического спектакля в истории татарского театра — современная притча «Сагынырсызмы? / На закате». 24 мая 2025 года спектакль был выведен из репертуара

- 2002, 7 ноября - 2013 — «Кара чикмән / Чёрная бурка» Геор Хугаев[34], постановка Фарида Бикчантаева
- 2003, 4 октября - 2007 — «Казан сөлгесе / Казанское полотенце» Карим Тинчурин[35], постановка Фарида Бикчантаева
- 2003, 7 ноября - 2008 — «Шулай булды шул / Вот так случилось...» Туфан Миннуллин[36], постановка Фарида Бикчантаева
- 2004, 10 ноября - 2012 — «Телсез күке / Немая кукушка» Зульфат Хаким[37], постановка Фарида Бикчантаева
- 2004, 10 декабря - 2011 — «Ханума» Авксентий Цагарели[38], постановка Георгия Цхвиравы
- 2005, 27 декабря - 2015 — «Кыю кызлар / Смелые девушки» Тази Гийззат[39], постановка Ильдара Хайруллина
- 2006, 2 апреля - 2012 — «Өч сеңел / Три сестры» Антон Чехов[40], постановка Фарида Бикчантаева
- 2006, 14 мая - 2016 — «Мәхәббәт турында сөйләшик / Поговорим о любви» Ильгиз Зайниев[41], постановка Рамиля Фазлыева
- 2006, 7 ноября - 2010 — «Алты кызга бер кияү / Шесть невест, один жених» Туфан Миннуллин[42]
- 2007, 1 марта - 2012 — «Гөлҗамал / Гульджамал» Наки Исанбе[43], постановка Фарида Бикчантаева
- 2007, 19 октября - 2011 — «GO! Баламишкин» Флорид Буляков[44], постановка Фарида Бикчантаева
- 2007, 7 ноября - 2009 — «Суган чәчәге / Горький цвет» Ильгиз Зайниев[45]
- 2007, 7 декабря - 2012 — «Дивана / Одержимый» Туфан Миннуллин[46],  постановка Фарида Бикчантаева
- 2008, 10 января - 2011 — «Тәкъдир / Жизнь есть сон» Педро Кальдерон[47], постановка Алехандро Гонсалес Пуче
- 2008, 21 марта - 2009 — «Мин ышанам сиңа / Прости меня...» Лябиб Айтуганов[48], постановка Фарида Бикчантаева
- 2008, 28 июня - 2012 — «Люстра» Ильгиз Зайниев[49], постановка Фарида Бикчантаева
- 2008, 6 ноября - 2011 — «Мылтык / Ружье» Зульфат Хаким[50], постановка Фарида Бикчантаева
- 2008, 16 ноября - 2011 — «Дуслар җыелган җирдә/ Чертов тост» Туфан Миннуллин[51], постановка Лилии Ахметовой
- 2008, 26 декабря - 2013 — «Бәби / Дитя» Ильгиз Зайниев[52], постановка Фарида Бикчантаева
- 2009, 14 февраля - 2011 — «Өзелгән өмет / Мещане» Максим Горький[53], постановка Рашида Загидуллина
- 2009, 17 апреля - 2018 — «Яшь йөрәкләр / Молодые сердца» Фатхи Бурнаш[54], постановка Фарида Бикчантаева
- 2009, 8 ноября - 2011 — «Зөбәйдә адәм баласы / Зубайда» Шариф Хусаинов[55], постановка Эмиля Талипова
- 2009, 8 ноября - 2014 — «Курчак туе / Кукольная свадьба» Гаяз Исхаки[56], инсценировка Мансура Гилязова, Ризвана Хамид
- 2010, 14 февраля - 2020 — «Диләфрүз - Remake / Диляфруз - Remake» Туфан Миннуллин[57], постановка Фарида Бикчантаева
- 2010, 13 марта — «Акылдан язган кеше язмалары \ Записки сумасшедшего» Николай Гоголь[58], постановка Фарида Бикчантаева
- 2010, 2 октября - 2015 — «41нең арбалы хатыннары / Женщины 41-го» Заки Зайнуллин[59], постановка Фарида Бикчантаева
- 2010, 7 октября - 2012 — «Тартюф» Жан-Батист Мольер[60], постановка Николя Струве
- 2010, 7 ноября  - 2019 — «Ут күршеләр / Дачный сезон» Салават Юзеев[61], постановка Радика Бариева
- 2010, 16 декабря - 2023 — «Бабайлар чуагы / Запоздалое лето» Ильгиз Зайниев[62], постановка Фарида Бикчантаева
- 2010, 18 декабря - 2013  — «DERDMEND» Закир Рамиев[63], инсценировка Ильгиза Зайниева
- 2010, 18 декабря — «Годо / В ожидании Годо» Сэмюэл Беккет[64], постановка Ангелины Миграновой и Родиона Сабирова
- 2011 - 2013 — «Йөзек кашы / Перстень» Фатих Хусни[65], инсценировка Ильгиза Зайниева
- 2011, 9 декабря - 2018 — «Үлеп яратты / Любовь бессмертная» Ркаиль Зайдулла[66], постановка Ильгиза Зайниева
- 2012, 6 апреля - 2015 — «Хан кызы Турандык / Принцесса Турандот» Карло Гоцци[67], постановка Ма Джэньхон
- 2012, 28 мая - 2018 — «Искән җилләр көенә / Под музыку ветра»[68], Зульфат Хаким
- 2012, 7 ноября - 2017 — «Мулла» Туфан Миннуллин[69], постановка Фарида Бикчантаева
- 2012, 26 декабря - 2017  — «Кечтүкле уен / Игра с монстриком» Ильгиз Зайниев[70], постановка Радика Бариева
- 2013, 23 мая - 2019  — «Әрем исе / Запах полыни» Ильгиз Зайниев[71], постановка Айрата Абушахманова
- 2013, 19 октября - 2017 — «Авыл эте Акбай / Деревенский пёс Акбай» Туфан Миннуллин[72], постановка Лилии Ахметовой
- 2013, 7 ноября - 2018 — «Банкрот» Галиасгар Камал[73], постановка Фарида Бикчантаева
- 2013 - 2014 — «Мин Ана / Мать» По произведениям Мустая Карима[74], инсценировка Ильтазара Мухаматгалиева
- 2014, 4 октября - 2024, 20 июня — «Cөясеңме, сөймисеңме... / Любишь не любишь...» Флорид Буляков[75], постановка Радика Бариева
- 2014, 12 октября - 2017 — «Ричард III» Уильям Шекспир[76], постановка Ильгиза Зайниева
- 2014, 7 ноября - 2016 — «Минем исемем Кызыл / Меня зовут Красный» Орхан Паму[77], постановка Максима Кальсина
- 2015, 6 февраля - 2019 — «Хуҗа Насретдин / Ходжа Насретдин» Наки Исанбет, Саадалла Ваннус[78], постановка Фарида Бикчантаева
- 2015, 3 октября - 2017 — «Галиябану» Мирхайдар Файзи[79], постановка Ильгиза Зайниева
- 2015, 26 октября - 2019 — «Хафалы биюләр / Улётные танцы» Салават Юзеев[80], постановка Фарида Бикчантаева
- 2015, 20 декабря — «Исәнме, улым! / Здравствуй, мама, это я!» Барзу Абдураззоков[81], постановка Фарида Бикчантаева
- 2016 - 2017 — «Әтрәк-әләм / Вне закона» Джим Джармуш[82], постановка Мириам Вальтер
- 2016, 5 февраля — «Дон Жуан»  Жан-Батист Мольер[83], постановка Фарида Бикчантаева
- 2016, 22 апреля - 2020 — «Көтәм сине.../ В ожидании...!»[84], авторство и постановка Ильгиза Зайниева
- 2016. 7 ноября - 2018 — «Бармы ришвәттән дәва?.. / Чудо-таблетка» Зульфат Хаким[85], постановка Ильгиза Зайниева
- 2016, 8 октября - 2018 — «Җилкәнсезләр / Без ветрил» Карим Тинчурин[86], постановка Георгия Цхвиравы
- 2017, 3 февраля - 2020 — «Агыла да болыт агыла... / Всё плывут и плывут облака...» Хасан Туфан[87], Туфан Миннуллин, постановка Айдара Заббарова
- 2017, 7 апреля - 2021 — «Ак калфагым төшердем кулдан.../ Мой белый калфак» Ильдар Юзеев[88], постановка Фарида Бикчантаева
- 2017, 22 апреля — «Дәрсе гыйбрәттер театр.../ Будить сердца людей...» Рузаль Мухаметшин[89], постановка Ильгиза Зайниева
- 2017, 5 ноября - 2023 — «Миркәй белән Айсылу / Миркай и Айсылу» Наки Исанбет[90], постановка Ильгиза Зайниева
- 2018, 16 февраля — «Килә ява, килә ява.../Вызывали?..» Зульфат Хаким[91], постановка Фарида Бикчантаева
- 2018, 4 ноября - 2021 — «Мәңгелек буран / И дольше века длится день...» Чингиз Айтматов[92], постановка Ильгиза Зайниева
- 2019, 19 апреля - 2022 — «Исәнмесез!?. / Живы ли вы!?.» Мансур Гилязов[93], постановка Фарида Бикчантаева
- 2019, 22 октября - 2021 — «#МОЛОДЕЖНЫЙ ВТОРНИК» Сюмбель Гаффарова, Энже Гиззатова, Гузель Сагитова[94], постановка Фарида Бикчантаева
- 2019, 22 октября — «Томан / Туман» Гузель Сагитова[95], постановка Фарида Бикчантаева
- 2019, 24 декабря - 2021 — «Таңбатыр / Танбатыр»[96], авторство и постановка Мансура Гилязова
- 2020, 23 декабря - 2021 — «Мендәр әкияте / Душа подушки» Олжас Жанайдаров[97], постановка Рамиля Гараева
- 2021, 4 ноября - 2024 — «Сәфәр / Дорога» Альберт Шакиров[98], постановка Фарида Бикчантаева
- 2021, 24 декабря — «Малай, Бүре һәм Шомбай/ Мальчик, Волк и Шомбай» Фанис Зиганшин[99], постановка Радика Бариева
- 2022, «Театр & Музыка. Җәлил / Театр & Музыка. Джалиль» Туфан Миннуллин, Ильнур Закиров[100], постановка Рамиля Гараева
- 2020, 6 ноября - 2025, 24 мая — «Сагынырсызмы? / На закате» Артур Шайдулла[101], постановка Фарида Бикчантаева

## Труппа театра
- Камуль Габуллин

## Награды
- Орден Ленина (1957)
- Театр внесён в книгу Почёта Казани (8 декабря 2016 года)
- Премия Правительства Российской Федерации имени Фёдора Волкова за вклад в развитие театрального искусства Российской Федерации (15 июня 2017 года)[102].